# Campylospora filicladia
Campylospora filicladia är en svampart som beskrevs av Nawawi 1974. Campylospora filicladia ingår i släktet Campylospora, divisionen sporsäcksvampar och riket svampar.   Inga underarter finns listade i Catalogue of Life.